# Omicidio di Benedetto Petrone
L'omicidio di Benedetto Petrone venne commesso a Bari il 28 novembre 1977. Militante comunista di 18 anni, iscritto alla Federazione Giovanile Comunista Italiana, Petrone venne ucciso in un agguato compiuto da militanti del Movimento Sociale Italiano.

## Storia

### La vittima
Quinto di nove figli, Benedetto Petrone nasce a Bari il 29 settembre 1959 e cresce nella città vecchia con la sua famiglia di umili origini: il padre Raffaele resta disoccupato dal 1962, divenuto semi-inabile al lavoro dopo una serie di interventi chirurgici. A diciotto mesi dalla nascita manifesta i sintomi della poliomielite, la quale inizialmente paralizza entrambe le gambe del bambino. Le cure successive gli permettono di camminare, seppure zoppicando. Nel 1972 termina la sua permanenza presso il collegio-ospedale di Inveruno, in provincia di Milano. Tornato nel capoluogo pugliese, frequenta l'oratorio del quartiere e, tenendo all'oscuro la famiglia, s'iscrive alla FGCI, frequentando la sezione "Introna-Pappagallo" del Partito Comunista Italiano di Bari Vecchia, che in quel periodo conduce una strenua lotta contro l'espulsione dei ceti popolari dalla città vecchia verso le nuove zone periferiche. Nel 1976 abbandona gli studi in ragioneria all'istituto tecnico Romanazzi per iniziare a lavorare come scaricatore presso il mercato rionale.

### L'omicidio

#### Contesto storico e politico

Poliziotto armato infiltrato durante gli scontri in cui perse la vita Giorgiana Masi

La seconda metà degli anni settanta è segnata dal processo di avvicinamento tra PCI e DC, detto anche compromesso storico e dall'acuirsi della strategia della tensione. Il 1977 è un anno caldo: il 18 gennaio inizia a Catanzaro il processo per i fatti di piazza Fontana; il 17 febbraio Luciano Lama, segretario della CGIL viene contestato a La Sapienza dagli autonomi; tra marzo e settembre diversi giovani militanti di sinistra vengono uccisi, tra questi Francesco Lorusso e Walter Rossi di Lotta Continua e Giorgiana Masi; nello stesso periodo alle azioni delle Brigate Rosse, si succedono agguati e attentati di gruppi neofascisti.
Bari non è esente da questo clima di tensione. La città è divisa in zone controllate da neofascisti, come Carrassi, Murat, Poggiofranco e Japigia e zone controllate da militanti di sinistra come Bari Vecchia e il campus universitario. Alle elezioni politiche del 1976 a Bari il PCI raccoglie il 28% dei consensi, staccato di dieci punti percentuali dalla DC, mentre il MSI si conferma terzo partito con il 12% dei voti (6% a livello nazionale).
Le azioni dei neofascisti baresi partono spesso dalla sezione "Andrea Passaquindici" del Movimento Sociale Italiano con sede a Carrassi e dalla federazione provinciale del partito sita nel quartiere murattiano. Per tutto il 1977 sono numerose le azioni violente compiute dai neofascisti, che usano tra l'altro presidiare di sera i quartieri con le cosiddette "ronde nere": tra gli atti violenti compiuti ricordiamo diverse aggressioni a cittadini e militanti antifascisti da parte delle ronde, il lancio di una bottiglia molotov contro una festa di Fronte Popolare nel quartiere San Pasquale del 12 settembre, ma soprattutto l'azione intimidatoria nei confronti dei giornalisti de La Gazzetta del Mezzogiorno, avvenuta il 30 ottobre, attraverso il danneggiamento di una decina di auto appartenenti a membri della redazione del quotidiano. I giornalisti della Gazzetta da mesi stavano seguendo le indagini del pubblico ministero Nicola Magrone sul rapimento di Enzo Marino, figlio di Angelo, presidente della Camera di Commercio di Bari e dirigente regionale della Democrazia Cristiana, avvenuto il 25 marzo 1977: nel corso delle indagini, Magrone aveva svelato l'esistenza di legami profondi tra i militanti baresi del MSI, membri della criminalità organizzata ed esponenti della borghesia cittadina. Nel novembre del 1977 il Movimento Studentesco stamperà Il libro bianco sulla diffusione della droga pesante a Bari e provincia, in cui denuncia la connivenza tra neofascisti e malavitosi nello spaccio di cocaina ed eroina. Le forze politiche democratiche e antifasciste baresi condanneranno a più riprese le azioni violente dei missini, invocando anche la chiusura della sezione "Passaquindici".

#### La vicenda
Nonostante la tensione a Bari fosse alta, il MSI convoca un comizio di Pino Romualdi, già vicesegretario del Partito Fascista Repubblicano, per domenica 13 novembre in piazza Fiume. Attraverso un appello lanciato nei giorni precedenti dal Movimento Lavoratori per il Socialismo a cui aderiscono numerosi partiti e organizzazioni democratiche e antifasciste, si riesce ad impedire la manifestazione di piazza dei missini. Ma il 16 novembre il MSI svolge un incontro-dibattito con Pino Rauti e Gianfranco Fini, sebbene si siano verificate tensioni nei giorni immediatamente precedenti. Nella settimana che precede il 28 novembre si susseguono le aggressioni e le provocazioni da parte delle ronde nere: un ragazzo quattordicenne viene ricoverato il 26 novembre dopo essere stato aggredito da un gruppo di uomini armati e mascherati.
(Franco Intranò, ferito nell'agguato, da L'Unità del 30 novembre 1977)

Il pomeriggio del 28 novembre un militante della FGCI viene aggredito da un gruppo di missini e, nella serata dello stesso giorno, attorno alle 20:00, si ripete una nuova aggressione: in piazza Chiurlia sostano alcuni giovani comunisti che improvvisamente notano l'avvicinarsi di un gruppo di missini. I comunisti fuggono subito nella sezione "Introna-Pappagallo" di Bari Vecchia per chiedere aiuto, mentre i missini si dileguano. Dalla sezione escono una quindicina di militanti, i quali si dividono per un giro di perlustrazione. Un gruppetto di quattro persone, tra i quali ci sono Benedetto Petrone, 18 anni e Franco Intranò, 16 anni, sta attraversando piazza Massari, dirigendosi verso piazza Prefettura. 

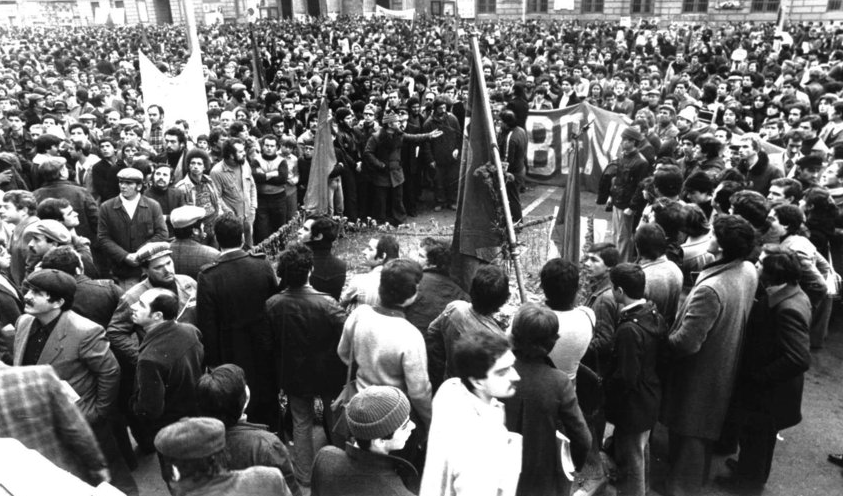
Presidio sul luogo dell'assassinio di Benedetto Petrone.

Di fronte alla prefettura, all'angolo tra via Cairoli e corso Vittorio Emanuele, sostano una ventina di missini, che avvistando i giovani comunisti, inviano due di loro a chiamare i rinforzi nella vicina federazione provinciale del MSI in via Piccinni, al cui interno ha sede anche il Fronte della Gioventù, organizzazione giovanile del partito. A questo punto un branco di circa quaranta neofascisti si incammina verso il gruppetto che sosta ancora in piazza Massari. Dal branco si sganciano cinque missini che si scagliano contro i comunisti, tre dei quali iniziano a scappare attraversando la piazza e disperdendosi nei vicoli della città vecchia, mentre Benedetto Petrone, avendo problemi di deambulazione, resta indietro venendo raggiunto dagli aggressori che si avventano su di lui con catene e bastoni. Franco Intranò torna indietro per aiutare il compagno, ma viene gettato a terra e ferito da un'arma da taglio che gli penetra l'ascella, mentre Petrone viene accoltellato all'addome, colpo che gli risulta fatale e poi poco sotto alla clavicola.
Soccorsi qualche decina di minuti più tardi, Petrone giunge in ospedale già morto, mentre Intranò, seppur ferito, riesce a raccontare l'accaduto e a descrivere gli aggressori. Nella notte vengono fermati sei neofascisti, mentre i sindacati aderiscono allo sciopero proclamato dalla Federazione lavoratori metalmeccanici di Bari. Il PCI e la FGCI diramano diversi comunicati invocando la chiusura di tutte le sedi neofasciste.

### Reazione della città e funerali

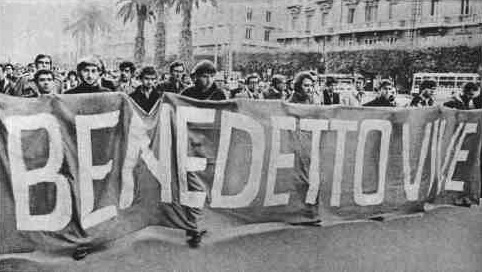
Testa del corteo del 29 novembre.

La mattina del 29 novembre parte da piazza Prefettura un corteo imponente di oltre trentamila persone, composto da studenti, lavoratori e semplici cittadini, che attraversa Bari. Allo sciopero proclamato dall'FLM nella notte aderiscono tutti i consigli di fabbrica della zona industriale di Bari e si fermano anche tutte le scuole, studenti e lavoratori giungono anche dalla provincia. Dei sei giovani fermati poche ore dopo l'omicidio di Petrone e il ferimento di Intranò tre confessano subito, venendo rilasciati, mentre tre sono arrestati per favoreggiamento: Emanuele Scaramello, 17 anni, Vincenzo Lupelli, 15 anni e Luigi Picinni, 19 anni. Sia gli arrestati sia i rilasciati risultano tutti iscritti al Fronte della Gioventù e nell'interrogatorio spunta il nome di Giuseppe Piccolo, 23 anni, come esecutore materiale dell'assassinio di Petrone. Il sostituto procuratore Carlo Curione spicca un mandato di cattura per Piccolo, anch'egli missino e latitante, mentre il questore Giuseppe Roma ordina la chiusura della federazione provinciale del MSI di via Niccolò Piccinni, nonché sede del FdG. Contemporaneamente alla partenza del corteo, la sezione "Passaquindici" di Carrassi viene devastata e incendiata dagli autonomi. Il corteo si snoda per le vie della città in un clima commosso e pacifico, mentre il gruppo degli autonomi si dirige prima su corso Cavour, dove infrangono i vetri del consolato della Repubblica Federale Tedesca e poi, dividendosi in gruppi, si ricongiungono in via Piccinni per tentare l'assalto alla federazione del MSI, ma sono respinti dalle forze dell'ordine mediante l'uso dei lacrimogeni

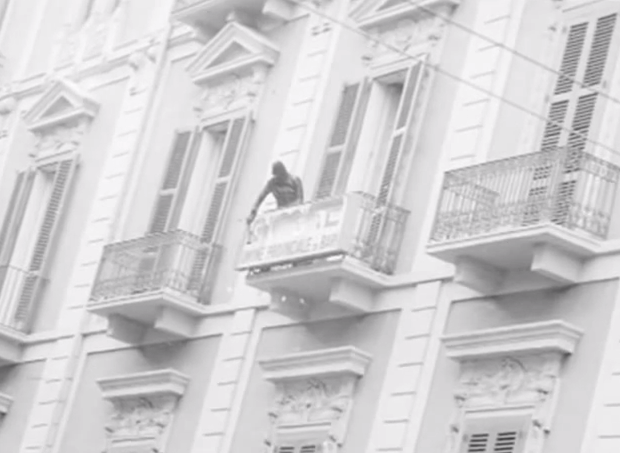
Un autonomo distrugge l'insegna della CISNAL.

Quando al termine della manifestazione l'imponente corteo sta raggiungendo nuovamente piazza Prefettura, mentre gli oratori sul palco si apprestano a pronunciare i loro discorsi, decine di gruppi di autonomi si dirigono verso via Cairoli, dove ha sede la CISNAL, sindacato di riferimento del MSI. Gli agenti che presidiano l'entrata del sindacato sparano in aria per disperdere l'avanzata, ma mentre alcuni gruppi ribaltano e incendiano automobili per farne barricate, un altro gruppo entra nella sede del sindacato e getta dalla finestra del secondo piano qualsiasi cosa via sia all'interno, distruggendo poi l'insegna tra gli applausi della folla. Per tutta via Cairoli, il cui ingresso viene bloccato dal servizio d'ordine del PCI, si susseguono gli scontri tra militanti di estrema sinistra e celerini, che sparano colpi di armi da fuoco e lacrimogeni. Le forze dell'ordine, una volta giunti i rinforzi, sgomberano la CISNAL fermando alcuni autonomi, poi rilasciati poco dopo. I disordini continueranno fino alla sera per le principali vie del centro.
In tutta Italia il PCI e la FGCI organizzano manifestazioni unitarie contro il neofascismo e fiumi di persone scendono in piazza a Torino, Firenze, Roma, Napoli e Palermo.
Proclamato il lutto cittadino, nel pomeriggio del 30 novembre si svolgono i funerali di Benedetto Petrone in una gremita piazza Chiurlia, nella città vecchia. La manifestazione, organizzata dal PCI, vede le orazioni funebri pronunciate da Nicola Lamaddalena (Democrazia Cristiana), sindaco di Bari, Massimo D'Alema, segretario nazionale della FGCI e Renzo Trivelli, segretario regionale del PCI.
(Massimo D'Alema, orazione funebre del 30 novembre 1977)
Mentre si svolgono i funerali di Petrone, in parlamento il sottosegretario agli Interni Clelio Darida (DC) risponde alle interrogazioni di tutte le parti politiche, esprimendo il proprio cordoglio e la propria vicinanza alla famiglia della vittima e al PCI.

### Le indagini e gli sviluppi successivi
Il nome di Giuseppe, detto Pino, Piccolo, quale esecutore materiale dell'omicidio, esce fuori durante l'interrogatorio dei missini fermati nella notte tra il 28 e il 29 novembre. Piccolo era già noto alle forze di polizia come membro di Ordine Nuovo e nel 1976 fu condannato dal tribunale di Roma a cinque mesi di reclusione (pena poi sospesa) per ricostituzione del partito fascista. Nel 1977 risulta residente a Vallata, in provincia di Avellino, con la sua famiglia, sebbene fosse nato a Bari, città in cui ha vissuto fino al 1975 e in cui entra negli ambienti neofascisti, costruendosi una fama da picchiatore. Nel 1974 aderisce ad Avanguardia Nazionale e poi tenta di infiltrarsi nel nucleo barese di Lotta Continua, ma viene respinto. L'11 ottobre 1977 Piccolo si presenta a Cosenza ad un reparto addestrativo dell'esercito italiano per la leva militare, ma quattro giorni dopo viene ricoverato all'ospedale militare di Catanzaro perché riconosciuto affetto da turbe nevrotiche. Misteriosamente, Piccolo riappare a Bari tra il 24 e il 25 novembre, di ritorno da Roma.
Il 2 dicembre gli inquirenti, durante una perquisizione nella federazione provinciale del MSI, trovano il coltello utilizzato per uccidere Petrone, nascosto sotto un mucchio di aste da bandiera vicino alla penultima rampa di scale che porta al terrazzo dell'edificio. Tuttavia, nei giorni successivi all'assassinio, non si fermano le violenze dei neofascisti che tentano di aggredire tre giovani comunisti. L'inchiesta viene condotta da Carlo Curione, ma le indagini si concentrano sulla ricerca dell'assassino tra Roma e Mola di Bari. Negli stessi giorni la federazione barese del PCI e della FGCI annunciano che si costituiranno parte civile nel procedimento penale.
Nel frattempo le indagini condotte dalla compagnia locale dei carabinieri portano all'arresto di tre neofascisti e tre delinquenti comuni, indagini che si incrociano con quelle svolte dal sostituto procuratore Nicola Magrone, sul già citato rapimento di Enzo Marino. Magrone svela l'esistenza di un vero e proprio patto tra missini e malavitosi volto a mettere sotto pressione i titolari delle bische clandestine, attraverso minacce e aggressioni compiute dai primi, in modo da indurli a pagarsi la protezione dei secondi. Il 60% degli incassi del racket del gioco d'azzardo veniva diviso equamente tra neofascisti (che passavano una percentuale ai dirigenti del MSI) e malavitosi.

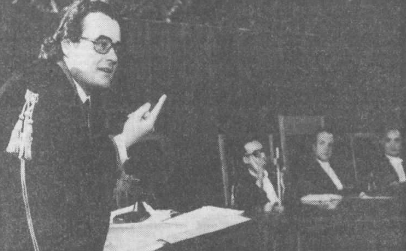
Nicola Magrone, all'epoca sostituto procuratore

Il 5 dicembre gli inquirenti arrestano altri tre membri del Fronte della Gioventù, i quali negli interrogatori cercano di coprire Piccolo e vengono così accusati di favoreggiamento e falsa testimonianza, ma grazie alle loro confessioni si riescono a ricostruire i movimenti di Piccolo dopo l'assassinio: non appena Piccolo accoltella Petrone e Intranò, gli altri missini si dileguano, mentre l'assassino raggiunge la federazione di via Piccinni dove ordina ad un compagno di partito di nascondere il suo coltello; poco dopo sale su una Mini Minor, guidata da un missino, che lo lascia nella zona di San Francesco, dove sarà ospitato per la notte. Il 9 dicembre Magrone firma gli ordini di cattura per quindici aderenti del FdG, tra i quali Piccolo, per ricostituzione del partito fascista, tutti poi arrestati (ad eccezione dell'assassino). Il 15 dicembre viene recapitato alla redazione dell'ANSA un messaggio a nome delle "Squadre Armate Anticomuniste - Brigata fratelli Mattei" contenente minacce di morte rivolte a Magrone e al capitano dei carabinieri Venditti.
Il 20 dicembre comincia a Bari il processo che vede imputati i 15 missini per ricostituzione del partito fascista, per cui il 1º febbraio 1978 si avranno sei condanne e otto assoluzioni (tra cui Piccolo per insufficienza di prove): i giudici hanno ritenuto che le attività squadristiche degli imputati non fossero finalizzate alla ricostituzione del PNF e hanno confermato il sequestro della sezione "Passaquindici" e della federazione di via Piccinni. Il 13 novembre si apre il processo per l'omicidio di Benedetto Petrone, che vede imputato Pino Piccolo, ancora latitante e altri sette missini per favoreggiamento. Nella prima seduta, Piccolo, seppure assente, affida la sua difesa all'avvocato Franza, messo a disposizione dal MSI, il quale cerca di non attribuire l'esecuzione materiale del delitto al solo Piccolo, cercando di coinvolgere anche gli altri imputati. La richiesta di Franza viene respinta, ma emergono anche le pressioni fatte dalle famiglie, danarose e influenti, degli imputati sulla procura di Bari.
Il 17 novembre Piccolo viene arrestato a Berlino Ovest con l'accusa di aver ucciso una donna durante una rapina compiuta assieme ad un emigrante italiano che era però riuscito a fuggire. Quando Piccolo viene fermato dalla polizia tedesca-occidentale presenta una carta d'identità intestata a Vito Vaccaro, potentino, nato nel 1941, ma dopo qualche controllo il documento risulta rubato e attraverso uno scambio di informazioni con la polizia italiana, si riesce a risalire alla reale identità di Piccolo. In Italia si ha notizia dell'arresto solo il 20 novembre ed immediatamente il MSI fa circolare un comunicato in cui descrive Piccolo come un infiltrato di sinistra ed uno squilibrato. Tuttavia la linea difensiva del criminale sembra essere proprio quella di farsi passare per infermo di mente, infatti a dicembre viene trasferito dal carcere di Moabit al reparto psichiatrico dell'ospedale carcerario di Tegel. Il processo, già sospeso il 23 novembre in attesa dell'estradizione, viene rinviato a nuovo ruolo il 14 dicembre. Nel febbraio 1979 viene concessa l'estradizione, ma i ripetuti tentativi di suicidio di Piccolo portano il 2 maggio la magistratura berlinese a dichiararlo incapace di intendere e di volere. Il 2 ottobre Piccolo viene estradato e rinchiuso nel carcere di Bari, ma solo tre giorni dopo viene trasferito al centro psichiatrico carcerario di Barcellona Pozzo di Gotto. Il 19 novembre riprende il processo per l'uccisione di Petrone mentre l'11 dicembre viene rinviato a nuovo ruolo il processo d'appello per ricostituzione del partito fascista. Il 27 ottobre 1980 l'équipe medica del manicomio giudiziario di Reggio Emilia, in cui è rinchiuso, dichiara Piccolo sano di mente al momento dell'assassinio compiuto il 28 novembre 1977. Il 2 marzo 1981, dopo alcuni tentativi di suicidio, ricomincia il processo a Piccolo e ad altri sette missini: al termine del dibattimento la Corte d'assise di Bari condanna Piccolo a ventidue anni e mezzo di carcere, concede l'amnistia a due neofascisti all'epoca dei fatti minorenni e condanna a pene da un anno e mezzo a sei mesi i restanti. Il 22 maggio 1982 la pena per Piccolo sarà ridotta a 16 anni. Il 21 agosto 1984 Pino Piccolo si suicida, impiccandosi nella sua cella del carcere di Spoleto.

## Commemorazioni e omaggi
Nel trigesimo della scomparsa, il PCI e la FGCI organizzano a Bari una manifestazione nel teatro Piccinni, sito di fronte al luogo dell'omicidio. Il 29 gennaio 1978 le sezioni baresi di DC, PCI, PSI e PSDI formano il Comitato unitario antifascista per la difesa dell'ordine repubblicano. Il 13 novembre 1978, in concomitanza con l'inizio del processo per l'assassinio di Petrone, in diecimila scendono in piazza a Bari per chiedere giustizia. Il 28 novembre 1978, ad un anno dall'uccisione di Benedetto Petrone, il Comitato antifascista organizza manifestazioni commemorative nella mattinata e nel pomeriggio, apponendo una lapide di fronte alla casa del militante della FGCI. Nella notte tra il 16 e il 17 ottobre 1979 viene distrutta la lapide commemorativa apposta in piazza Prefettura, sul luogo dell'omicidio, assieme alle targhe stradali di via Antonio Gramsci e via Lenin: due giorni dopo il Comitato antifascista convoca una manifestazione che vede scendere in piazza migliaia di baresi e riaffiggere il 20 ottobre una nuova lapide. Nel 2008 è stata intitolata una via a Benedetto Petrone a pochi passi da piazza Prefettura, luogo del suo assassinio. Ogni anno il 28 novembre si svolge la commemorazione istituzionale in piazza Prefettura alle 10:30 e in serata il corteo delle forze democratiche e antifasciste della città.
Il cantautore Enzo Del Re compose la canzone Benedetto nei giorni immediatamente successivi al 28 novembre 1977. Nell'album Il fricchettone 2.0 dei Folkabbestia (2019) è contenuto il brano Il sole in inverno, dedicato alla vicenda di Benedetto Petrone.
Agli stessi fatti si riferiscono il film Benny vive!, regia di Francesco Lopez (2010), e lo spettacolo teatrale Due Mondi, scritto da Filippo Carrozzo, regia di Massimo Zaccaria (2011).
A Benedetto Petrone è dedicato il collegio studentesco sito nei pressi del campus universitario di Bari.